# یامینگشچزنا
یامینگشچزنا (به لاتین: Jamieńszczyzna) یک روستا در لهستان است که در گمینا تارنوگرود واقع شده‌است.